# Isoperla roguensis
Isoperla roguensis är en bäcksländeart som beskrevs av Szczytko och Stewart 1984. Isoperla roguensis ingår i släktet Isoperla och familjen rovbäcksländor. Inga underarter finns listade i Catalogue of Life.